# 天明町
天明町（てんめいまち）は、熊本県飽託郡にあった町。
町名は、当町内を流れる天明新川に因る。
1991年2月1日、同郡の飽田町、河内町、北部町とともに熊本市に編入合併された。これにより飽託郡は消滅した。これは、熊本県内では1970年以来21年振りの市町村合併の事例となった。旧天明町全域は2012年4月1日に熊本市の政令指定都市移行に伴い南区の一部となった。

## 地理
熊本市中心部の南西約8kmの場所に位置していた。西部は有明海に面し、南部は緑川を挟んで宇土市に接した。

## 沿革
- 1874年（明治7年） - 江戸時代からの村々が合併、以下のように再編される。
  - 方丈村、八町村、五町村、弐町村、弐拾町村、惟重村 → 川口村
  - 南中牟田村、北中牟田村、今村 → 中牟田村
  - 新村、江中島村、上海氏村、下海氏村、道古閑村 → 美登里村
  - 鵜森村、下内田村、中内田村、上内田村、西新開村 → 内田村
  - 東銭塘村、西銭塘村、南銭塘村、北銭塘村 → 銭塘村
  - 上奥古閑村、中奥古閑村、下奥古閑村、北奥古閑村 → 奥古閑村
  - 川口出村、沖新村、浦田村 → 海路口村
- 1889年（明治22年）4月1日 - 町村制施行により、中牟田村と美登里村が合併し中緑村が成立。川口村は単独で村政。奥古閑村は海路口村と町村組合による行政。内田村は銭塘村と町村組合による行政。
- 1956年9月30日 - 飽託郡川口村・中緑村・内田村・銭塘村・奥古閑村・海路口村の新設合併により天明村が発足。
- 1971年4月1日 - 町制施行。天明町となる。
- 1991年2月1日 - 熊本市に編入される。

## 地域

### 中学校
- 天明町立天明中学校

### 小学校
- 天明町立川口小学校
- 天明町立奥古閑小学校
- 天明町立銭塘小学校
- 天明町立中緑小学校

## 交通

### 鉄道
町内を鉄道路線は通っていない。最寄り駅は、JR九州鹿児島本線川尻駅。

### 道路
- 国道501号（本町閉町当時は熊本県道7号大牟田熊本宇土線）
- 熊本県道233号海路口小島線
- 熊本県道234号天明川尻線

## 地区名
- 川口
- 中緑
- 内田
- 銭塘
- 奥古閑
- 海路口